# Dobrzyniewo
Dobrzyniewo – wieś w Polsce położona w województwie wielkopolskim, w powiecie pilskim, w gminie Wyrzysk.
W latach 1975–1998 miejscowość administracyjnie należała do województwa pilskiego.
W miejscowości działało Państwowe Gospodarstwo Rolne – Państwowy Ośrodek Hodowli Zarodowej Dobrzyniewo. Następnie jako Stadnina Koni Dobrzyniewo (w dalszym ciągu w formie PGR-u). W 1993 po przekształceniu jako Stadnina Koni Skarbu Państwa Dobrzyniewo. Od 1993 jako Stadnina Koni w Dobrzyniewie Sp. z o.o..
Zobacz też: Dobrzyniewo Duże, Dobrzyniewo Fabryczne, Dobrzyniewo Kościelne